# White Town
Джоти Пракаш Мишра (англ. Jyoti Prakash Mishra; род. 30 июля 1966 года Руркела, Индия), более известный под псевдонимом White Town (с англ. — «Белый город») — британский певец индийского происхождения. Наиболее известен благодаря своей песне «Your Woman», выпущенной в 1997 году.

## Биография
Мишра родился 30 июля 1966 года в Руркеле, Индия. В возрасте трёх лет иммигрировал в Англию.
Группа White Town была основана Мишрой в 1989 году после его вдохновения концертом Pixies. Изначально коллектив состоял из различных музыкантов: гитаристов, басистов и барабанщиков, которые выступали на разогреве для таких групп, как Primal Scream. В 1990 году они выпустили свой первый самофинансируемый релиз — EP White Town на 7-дюймовом виниле, в записи которого участвовали Ник Глин-Дэвис, Шон Диган и сам Мишра. Перед релизом к группе присоединился гитарист Шон Филлипс. Со временем состав изменился, и в 1990 году Мишра продолжил как сольный проект, иногда сотрудничая с Гэри Тэтчером из Beekeepers.
Главный хит второго альбома, «Women in Technology», «Your Woman», занял первое место в UK Singles Chart в январе 1997 года и достиг высоких позиций в других странах. После проблем с EMI в 1997 году Мишра стал работать с инди-лейблами. EP A New Surprise вышел в 2006 году, а альбом Don’t Mention the War был выпущен под его собственным лейблом. В 2019 году он презентовал альбомы Deemab и Polyamory.

Мишра заметил: 
«Я не лучший певец, мои навыки игры на гитаре оставляют желать лучшего, но я неплохо справляюсь с клавишными; как продюсер, я хороший, хотя и не выдающийся». Он подчеркнул свой статус артиста с единственным хитом, отметив, что это «лучше, чем не иметь ни одного». 
Мишра объяснил: 
«В течение двух десятилетий после своего самого большого успеха я наслаждаюсь жизнью, играя музыку и радуя людей, и это делает меня счастливейшим человеком на Земле. Иметь хотя бы одну песню, которая резонирует с аудиторией — такую мечту лелеят многие музыканты на протяжении всей своей карьеры».
Мишра принял философию стрейтэджа в шестнадцать лет и на сегодняшний день является убежденным марксистом; он с готовностью делится своими взглядами.

## Дискография

### Студийные альбомы
- 1994: Socialism, Sexism & Sexuality
- 1997: Women in Technology
- 2000: Peek & Poke
- 2006: Don’t Mention The War
- 2011: Monopole

### EP
- 1990: White Town
- 1991: Alain Delon
- 1992: Bewitched
- 1992: Fairweather Friend
- 1996: Abort, Retry, Fail?